# Кампос, Антонио
Антонио Кампос (англ. Antonio Campos, род. 24 августа 1983 года) — американский режиссёр, известный по фильмам «Выпускники» (2008), «Саймон-убийца» (2012), «Кристин» (2016), «Дьявол всегда здесь» (2020), а также мини-сериалу «Лестница» (2022).

## Биография
Кампос родился в Нью-Йорке в семье бразильского журналиста Лукаса Мендеса и американской продюсерки Роуз Гангуцц. Его бабушка и дедушка по материнской линии были итальянцами.
Полнометражным дебютом Кампоса стал фильм Выпускники, мировая премьера которого состоялась на Каннском кинофестивале. Позже он был приобретен компанией IFC Films и выпущен в ограниченный прокат 2 октября 2009 года. В 2012 году режиссер снял фильм «Саймон-убийца» с Брэди Корбетом в главной роли. Премьера ленты состоялась на кинофестивале «Сандэнс». В апреле 2013 года фильм был выпущен в ограниченным тиражом компанией IFC Films.
Третий фильм режиссёра, «Кристин» с Ребеккой Холл в главной роли, был также показан на кинофестивале «Сандэнс». 14 октября 2016 года он был выпущен в ограниченный прокат силами компании The Orchard. Кампос выступил режиссёром нескольких эпизодов телесериала «Грешницы» с Джессикой Бил и Кристофером Эбботтом в главных ролях, а также снял 8-ю серию «Карателя», основанного на комиксах Marvel. В 2020 году режиссёр написал сценарий и снял психологический триллер «Дьявол всегда здесь», который был выпущен силами Netflix.
Помимо режиссёрской и сценарной деятельности, Кампос является соучредителем продюсерской компании Borderline Films, которая сняла такие фильмы, как «Джеймс Уайт», «Кэти прощается» и «Марта, Марси Мэй, Марлен». В октябре 2022 года было объявлено, что Кампос был нанят в качестве шоураннера, режиссёра и исполнительного продюсера телевизионного спин-оффа фильма «Бэтмен» Мэтта Ривза, действие которого будет происходить в лечебнице Аркхэм.

## Фильмография

### Фильмы
Режиссёр
| Год  | Название            | Режиссёр | Сценарист | Продюсер |
| ---- | ------------------- | -------- | --------- | -------- |
| 2005 | Buy It Now          | Да       | Да        | Да       |
| 2008 | Выпускники          | Да       | Да        | Нет      |
| 2012 | Саймон-убийца       | Да       | Да        | Нет      |
| 2016 | Кристин             | Да       | Нет       | Нет      |
| 2020 | Дьявол всегда здесь | Да       | Да        | Нет      |

| Продюсер - Марта, Марси Мэй, Марлен (2011) - James White (2015) - Пирсинг (2018) - The First Omen (TBA) | Исполнительный продюсер - Two Gates of Sleep (2010) - Глаза моей матери (2016) - Katie Says Goodbye (2016) - Janis (TBA) |  |

### Короткометражные фильмы
| Год  | Название       | Режиссёр | Сценарист | Продюсер  |
| ---- | -------------- | -------- | --------- | --------- |
| 2002 | Pandora        | Да       | Да        | Да        |
| 2006 | Doris          | Нет      | Нет       | Да        |
| 2007 | The Last 15    | Да       | Да        | Да        |
| 2010 | Mary Last Seen | Нет      | Нет       | Да        |
| 2010 | Kids in Love   | Нет      | Нет       | Да        |
| 2013 | Karaoke!       | Нет      | Нет       | Да        |
| 2013 | 1009           | Нет      | Нет       | Да        |
| 2014 | Tzniut         | Нет      | Нет       | Executive |

### Телевидиние
| Год       | Название | Режиссёр | Сценарист | Исполнительный продюсер | Notes                   |
| --------- | -------- | -------- | --------- | ----------------------- | ----------------------- |
| 2017      | Каратель | Да       | Нет       | Нет                     | Эпизод «Cold Steel»     |
| 2017—2018 | Грешница | Да       | Нет       | Да                      | 5 эпизодов              |
| 2020      | Homemade | Да       | Да        | Нет                     | Эпизод «Annex»          |
| 2022      | Лестница | Да       | Да        | Да                      | Мини-сериал; 8 эпизодов |